# Брандес, Давид
Давид Брандес (нем. David Brandes, род. 9 декабря 1968, Базель, Швейцария) — немецкий музыкальный продюсер, ученик Тони Хендрика.

## Биография
Дэвид Брандес родился 9 декабря 1968 года в городе Базеле, в Швейцарии. Петь стал очень рано, с трёх лет. Давид основал собственную группу, когда ему было 13 лет. С этого момента, по мнению Брандеса, началась его музыкальная карьера.
В возрасте 18 лет Давид Брандес выпустил первые сольные синглы «Starry Night» и «Dream Baby» (евродиско по стилю). Большой известности они ему не принесли, но позволили получить приглашение от Тони Хендрика в квартет «Xanadu», выдвигавшегося от Германии на участие в конкурсе Евровидение. На отборочном туре в 1989 году группа заняла 2-е место с песней «Ein Traum Fur Diese Welt». В состав квартета также входила прекрасная вокалистка Лиан Ли (Lyane Leigh), с которой Брандес долго сотрудничал после распада «Xanadu».
Покинув в 1990-м году Coconut, Давид занялся сольной карьерой певца. При поддержке Бернда Майнунгера и Гари Джонса он записал несколько сольных синглов в жанре немецкого шлягера. Среди них были как перепевки известных хитов (Nick Kamen «I Promised Myself» и Saphir «Shot In The Night»), так и песни собственного сочинения («Jenseits der Nacht», «Angie», «Helpless Dancer»). Баллада «Helpless Dancer», записанная в дуэте с Лиан Ли, стала прототипом нового этапа его карьеры.
В 1994-м году под влиянием популярного в Германии евроденса он написал песню «Max, Don’t Have Sex With Your Ex», в которой женскую партию вновь исполнила Лиан Ли, а мужскую — Маркус Деон Томас (рэппер, участник евроденс-коллективов Splash и Pharao). Сингл был издан под именем E-Rotic летом 1994 года. После того как песня стали хитом во многих странах (в том числе № 4 в Голландии, № 7 в Германии, № 20 во Франции ), Брандес решил сосредоточиться на студийной работе, а для выступления на сцене нанять модель. Первым «концертным» вокалистом стал Raz-Ma-Taz (Ричард Майкл Смит). В дальнейшем, несмотря на постоянные изменения состава дуэта, мужской вокал в большинстве песен принадлежал Давиду Брандесу, женский — Лиан Ли (до 1999 включительно) и Лидии Мадаевски (с 2000 по 2003).
Первый альбом E-Rotic «Sex Affairs» увидел свет в 1995 году. К этому времени сложилась одна из самых успешных творческих евроденс-команд: Дэвид Брандес, Джон О’Флинн (John O’Flynn), Феликс Годер (Felix Gauder), Доменико Лабарилль (Domenico Labarille) и Гари Джонс (Gary Jones), за которой закрепилось название «Bros Team» в честь звукозаписывающей компании «Bros Music», организованной Брандесом в небольшом альпийском городке на границе Германии и Швейцарии.
С 1997 по 2001 год Давид Брандес работал с знаменитым британским певцом Крисом Норманом. При участии Брандеса Крис Норман записал альбомы «Into The Night», «Full Circle» и «Breathe Me In».
В 1997-м году Брандес написал для бывшего участника «Modern Talking» Томаса Андерса несколько сольных композиций, которые так и не увидели свет по причине воссоединения «Modern Talking».
В конце 90-х Брандес в качестве продюсера и автора принимал участие в записи двух альбомов «Bad Boys Blue» Back (1998) и Continued (1999). Он планировал и дальше продолжить работу с этим коллективом, но ввиду ряда правовых трений с Тони Хендриком, был вынужден отказаться от этого решения.
В 1998-м Давид Брандес продюсирует рэп-версию хита Fancy Flames Of Love, а затем в мае 1999 записывает с ним и целый альбом «D.I.S.C.O.». Однако по его собственному признанию этот совместный проект получился неудачным и большого удовольствия от работы с Fancy он не получил.
В 2002-м, после разрыва отношений с «Coconut Records» «Bad Boys Blue» перешли на «Bros Music», и Давид Брандес до 2005 года был продюсером этой группы. Результатом плодотворного сотрудничества стал альбом Around the World (2003 год).
Пик успеха Брандеса пришёлся на период 2004—2005-х годов, когда продюсируемая им рок-группа из Эстонии «Vanilla Ninja» стала очень популярной в ряде немецкоговорящих стран. Однако весной 2005-го года в СМИ разгорелся скандал, в котором Брандеса обвинили в манипуляции чартами (определённая группа людей специально скупала диски, чтобы проекты получали более высокие места в хит-парадах). В результате из чартов были исключены несколько пластинок «Vanilla Ninja», певицы Gracia и «Virus Incorporated».
Однако скандал не помешал сразу двум проектам «Bros Music» выступить на международном конкурсе Евровидение-2005. Певица Gracia выступала в качестве представителя Германии, а «Vanilla Ninja» — Швейцарии.
После скандала Давид Брандес сменил название своей студии на Icezone-Music и занялся переизданием песен, написанных в предыдущее десятилетие. Были сделаны англо-японские версии песен (проект Shanadoo), немецкие (Christian Lais) и эстонские (Erich Krieger, Niki, B-Jeans и др.). Кроме того, кавер-версии песен Брандеса издавались в Бельгии (Popz), Японии (Hinoi Team) и ЮАР (Elizma Theron, Dennis East).
Давид Брандес неоднократно привлекался как автор и продюсер для выпускников немецкой «фабрики звёзд» Deutschland sucht den Superstar (4 United, Gracia, Xantoo, Dennis Haberlach, Lemon Ice).
C 2008 года Брандес оказался востребован на музыкальном рынке Германии как автор в жанре шлягер. При его участии записаны новые альбомы Бернхарда Бринка, Симоны Штельзер, Кристиана Франке и ещё нескольких немецких и австрийских исполнителей. Альбом Ute Freudenberg & Christian Lais — Ungeteilt был удостоен награды «Золотой диск» за 100 000 проданных копий.
Летом 2010 года известный инструменталист Эдвард Симони на своём юбилейном сборнике опубликовал несколько мелодий Дэвида Брандеса, исполненных на панфлейте.

## Семья
- Жена — Петра (Petra)
- Дочь — Джанин (Janine)

## Интересные факты
- Давид Брандес работает в паре с поэтом-песенником Берндом Майнунгером, который старше его на 24 года.
- Продюсерами синглов проекта Fred Feuerstein указаны Max, Fred и Fritz — персонажи песен E-Rotic.
- Участие в квартете «Xanadu» произвело на Давида Брандеса такое впечатление, что в названии ещё трёх его проектов обыгрывается это слово: «Xanadoo», «Xantoo» и «Shanadoo».

## Дискография (альбомы)
- 1990 — Xanadu — Paloma Blue (на Coconut Records, только как вокалист и участник группы)
- 1990 — Xanadu — Ein Tag, Eine Nacht(на Coconut Records, только как вокалист и участник группы)
- 1995 — E-rotic — Sex Affairs
- 1995 — Pupo — «1996»
- 1996 — E-rotic — The Power Of Sex
- 1997 — E-rotic — Sexual Madness
- 1997 — E-rotic — Thank You For The Music
- 1997 — Chris Norman — Into The Night
- 1998 — Bad Boys Blue — Back (совместно с Coconut Records)
- 1999 — Bad Boys Blue — Continued (совместно с Coconut Records)
- 1999 — E-rotic — Kiss Me / Mambo No. Sex
- 1999 — Fancy — D.I.S.C.O.
- 1999 — Chris Norman — Full Circle
- 2000 — Missing Heart — Mystery
- 2000 — E-rotic — Gimme Gimme Gimme / Missing You
- 2001 — E-rotic- Sexual Healing
- 2001 — Chris Norman — Breathe Me In
- 2001 — E-rotic — Sex Generation
- 2002 — Chris Roberts — Momente
- 2003 — E-rotic — Cocktail E-rotic
- 2003 — Bad Boys Blue — Around the World
- 2004 — Vanilla Ninja — Traces Of Sadness
- 2005 — Vanilla Ninja — Blue Tattoo
- 2005 — Gracia — Passion
- 2006 — Shanadoo — Welcome To Tokyo
- 2007 — Lemon Ice — One
- 2007 — Shanadoo — The Symbol
- 2008 — Christian Lais — Mein Weg
- 2009 — Simone — Morgenrot
- 2010 — Christian Lais — Atemlos
- 2010 — Gilbert — Lady Lay
- 2010 — Simone — Mondblind
- 2011 — Ute Freudenberg & Christian Lais — Ungeteilt
- 2011 — Gilbert — Zeitsprung
- 2012 — Sarah-Stephanie — Herzkommando
- 2012 — Ute Freudenberg — Willkommen Im Leben
- 2012 — Simone — Pur
- 2012 — Christian Lais — Neugebor'n
- 2012 — Christian Franke & Edward Simoni — Leben

## Музыкальные проекты

### Eurodance & Euro House
E-rotic (1994—2003), Beat Control (1994), Missing Heart (1994—2001), Heart Attack (1994—1998), IQ Check (1994), Apanachee (1995—2001), Tekkno Heart (1995), Thanee (1995), The Lovers (1995), Dance 4 Color (1995), Pop Secret (1995), Voices (1995), Fred Feuerstein (1995—1996), Fritz Der Feuerwehrmann (1996), Fix & Fox (1996), Timecode (1996), Desire (1997, 2003), Nina (1997) , Rex Gildo (2000), A.& R. (2001) Crescent (2002), Shanadoo (2006—2008).

### Disco & Dance Pop
David B. (1987), Davy James (1988, 1998), Pupo (1996), Chain Reaction (Thomas Anders) (1997), Bad Boys Blue (1998, 1999, 2003), Dschinghis Khan (1998), Fancy (1999), Irene Cara (2002).

### Pop Rock & Soft Rock
Chris Norman (1997—2001), Vanilla Ninja (2003—2005), Gracia (2004—2005, 2009-),
Maarja (2006), Mayor’s Destiny (2008-2010).

### Pop & Ballade
Indiggo (2003), 4 United (2004), N-Euro (2006), Virus Incorporation (2005), Xantoo (2006), Lemon Ice (2006—2007), Dennis Haberlach feat. Stina (2007).

### Schlager & Deutsche
Xanadu (1989—1992), David Brandes (1990—1994), Angelo Carino (1991, 1994), Cynthia Sander (1992), Michael Morgan (1999), Harry (2001), Big Jack (2002), Chris Roberts (2002), Claudi & The Partymakers (2002), Bata Illic (2003), Christian Lais (2003—), Xanadoo (2004), Bernhard Brink (2009), Simone (2009—2013), Peter Rubin (2009—2012), Christian Franke (2009—), Sarah-Stephanie (2009—2012), Nino De Angelo (2010), Gilbert (2010—)